# Brecqhou

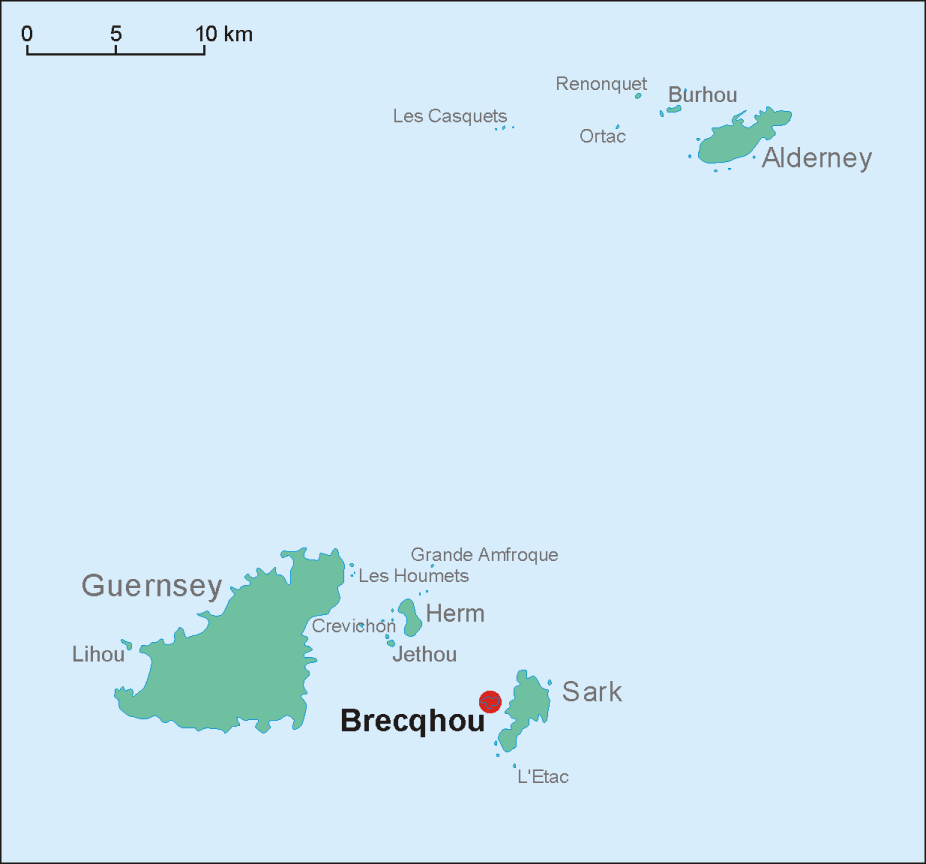
Este é um mapa do Bailiado de Guernsey. Brecqhou situa-se ao largo da costa ocidental de Sark.

Brecqhou (ou Brechou; pronúncia em francês: [bʁɛku]) é uma das Ilhas do Canal, situada a oeste de Sark. Brecqhou é uma Dependência da Coroa Britânica e, politicamente falando, faz ao mesmo tempo parte de Sark e do Bailiado of Guernsey. Do ponto de vista jurídico, estabeleceu-se que Brecqhou é um tenement (isto é, uma propriedade) de Sark. O Ministério da Justiça, o departamento do governo do  Reino Unido com responsabilidade sobre as Ilhas do Canal, considera Brecqhou como parte de Sark.

## Nome
O nome Brecqhou deriva do Norueguês Antigo brekka ("inclinação", "escarpa"; cf. Bricquebec) e holmr ("ilha" ou "ilhéu"; ver -hou).

## Geografia
Uma mera ilhota, Brecqhou tem uma área de apenas 30 hectares. A ilha é separada de Sark por um canal muito estreito (a passagem de Le Goulliot ) que, de acordo com a lenda, apenas uma vez foi percorrida um barco durante a maré alta. No entanto, na realidade o canal é atravessado frequentemente por iates durante toda a temporada de verão e por barcos de pesca o ano inteiro, fazendo ainda parte da rota por eventos de motonáutica nas ilhas.

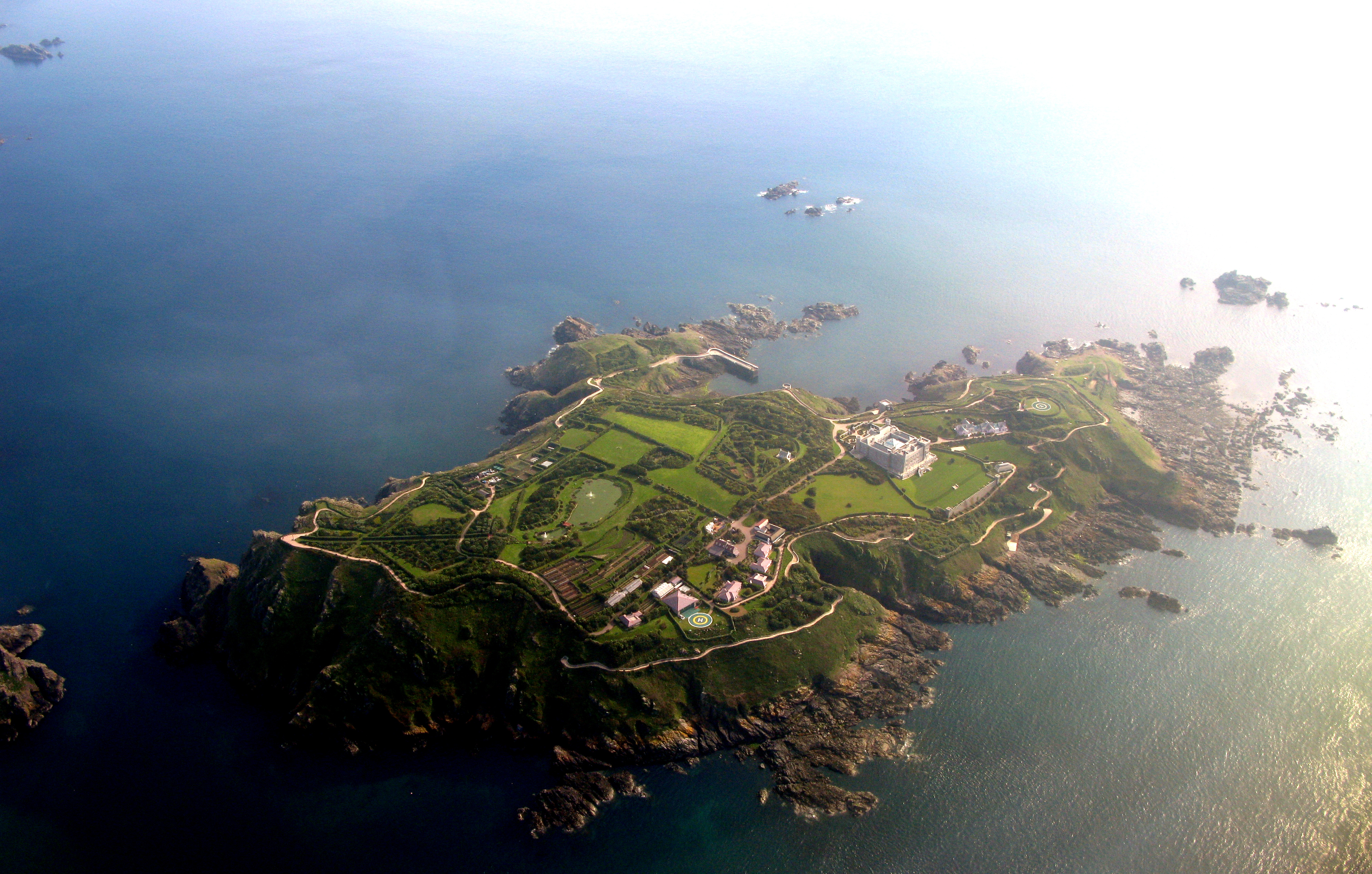
Uma vista aérea de Brecqhou
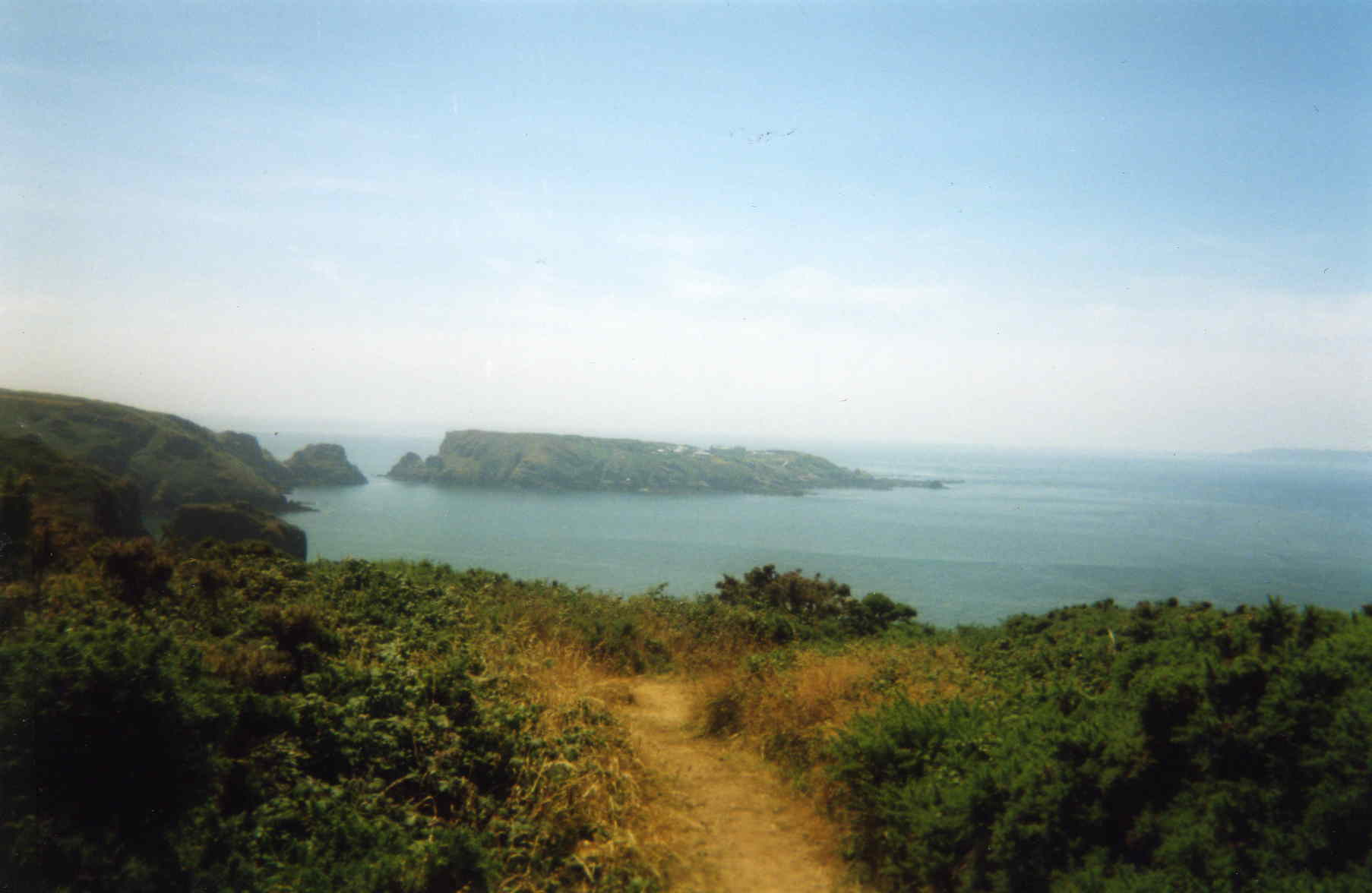
Um vista de Brecqhou, a partir do norte de Sark
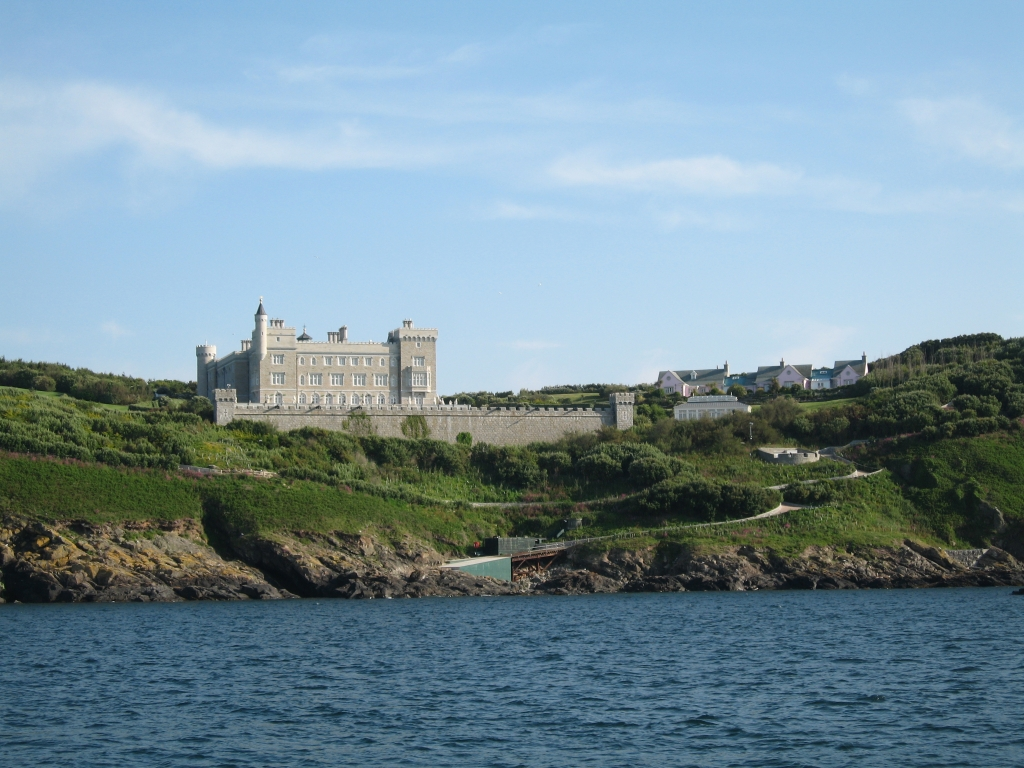
A mansão dos Irmãos Barclay em Brecqhou
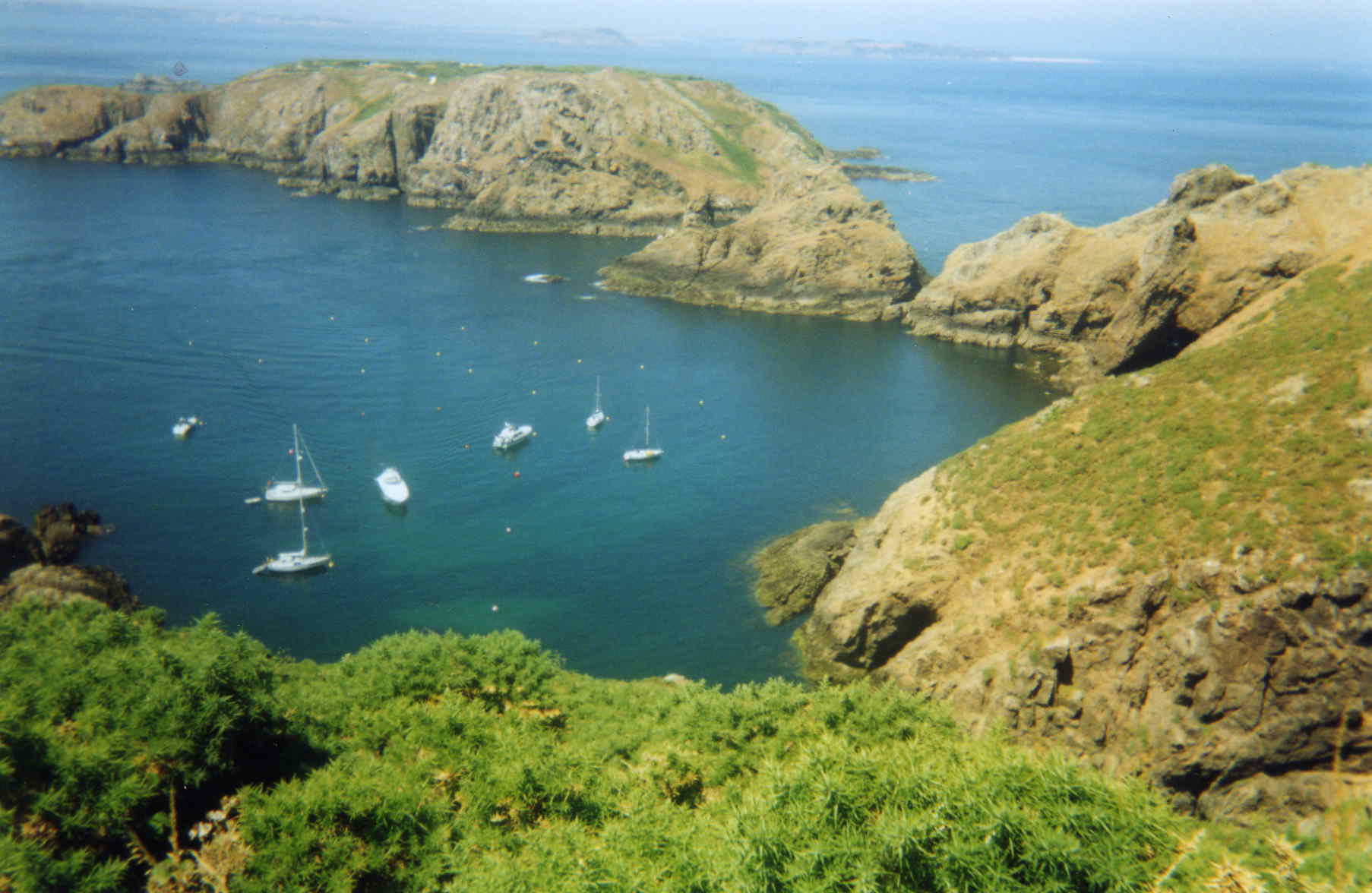
Uma vista de Brecqhou, a partir do sudeste

## Relação feudal com Sark
Em Sark, a palavra tenant é usada e pronunciada, como em francês, no sentido de senhor feudal em vez do significado da língua inglesa "locador" (lessee). A divisão fundiária de Sark é feita entre os 40 tenants, que representam as partições das 40 famílias que colonizaram Sark e que só passam por regras estritas de herança ou venda.
Desde 1993 o tenement de Brecqhou é propriedade dos irmãos Barclay, os coproprietários do jornal The Daily Telegraph e ex-coproprietários de The Scotsman. Os irmãos compraram a ilha por £2,3 milhão em setembro de 1993.

## Visitas públicas
Em 2012, foi informado que a ilha estava aberta à visita pública, mediante arranjo prévio.